# Оксид протактиния(IV)
Оксид протактиния(IV) — бинарное неорганическое соединение 
металла протактиния и кислорода
с формулой PaO2,
чёрные кристаллы.

## Получение
- Восстановление оксида протактиния(V) водородом [1][2]:

{\displaystyle {\mathsf {Pa_{2}O_{5}+H_{2}\ {\xrightarrow {1550^{o}C}}\ 2PaO_{2}+H_{2}O}}}

## Физические свойства
Оксид протактиния(IV) образует чёрные кристаллы 
кубической сингонии,
пространственная группа F m3m,
параметры ячейки a = 0,5509 нм, Z = 4,
структура типа фторида кальция CaF2
.

## Химические свойства
- Не растворяется в серной, азотной и соляной кислотах, но медленно растворяется в плавиковой кислоте с окислением кислородом воздуха [3].

- Легко окисляется кислородом воздуха при нагревании:

{\displaystyle {\mathsf {4PaO_{2}+O_{2}\ {\xrightarrow {180^{o}C}}\ 2Pa_{2}O_{5}}}}
- Спекание с оксидом кремния(IV) в вакууме получают силикат протактиния:

{\displaystyle {\mathsf {PaO_{2}+SiO_{2}\ {\xrightarrow {1250^{o}C}}\ PaSiO_{4}}}}